# Стройная саламандра
Стройная саламандра (лат. Batrachoseps attenuatus) — вид земноводных из семейства безлёгочных саламандр (Plethodontidae).
Общая длина достигает 7—13 см. Голова небольшая, глаза маленькие. Туловище вытянутое, стройное. Конечности длиной 8—9 мм, которые не использует при движении, а извивается подобно змее. На каждой из конечностей по 4 пальца. Окраска спины чёрная с красной или коричневой полосой. Брюхо тёмного тона с беловатым оттенком.
Любит лесистую местность. Встречается на высоте до 1000 метров над уровнем моря. Прячется в норах других животных или под камнями, хорошо роет мягкую влажную землю. В убежище, свернувшись кольцом, подобно змеям, вместе проводят день до десятка саламандр.
В период дождей, в октябре, самка откладывают в своих тайниках 12—20 яиц, которые обвивают своим телом. Весной появляются личинки длиной около 18—19 мм, их развитие происходит на суше.
Вид распространён в юго-западном Орегоне и Калифорнии (США).